# Cy Twombly
Cy Parker, rodným jménem Edwin Parker Twombly, Jr. (25. dubna 1928 Lexington, Virginie – 5. července 2011 Řím, Itálie) byl americký malíř, od roku 1957 žijící v Itálii. Maloval styl podobný graffiti. Své obrazy vystavoval po celém světě. Zemřel na rakovinu.